# Робінзон Крузо: Дуже заселений острів
«Робінзон Крузо: Дуже заселений острів» (фр. Robinson Crusoe) — бельгійсько-французький комп'ютерно-анімаційний комедійний фільм, знятий Вінсентом Кестелутом і Беном Стассеном. Прем'єра стрічки в Україні відбулась 18 лютого 2016 року. Фільм розповідає про Робінзона Крузо, який опиняється на безлюдному острові в компанії багатьох тварин.

## У ролях
- Маттіас Швайгхьофер — Робінзон Крузо
- Ілька Бессін
- Кая Янар
- Айлін Тецель
- Дітер Галлерворден

## Український дубляж
Дубльовано студією «AAASOUND» на замовлення кінокомпанії «Вольга Україна» у 2016 році.
- Режисер дубляжу — Олександр Єфімов

Ролі дублювали: Сергій Притула, Анатолій Зіновенко, Катерина Брайковська, Андрій Альохін, Катерина Буцька, Ярослав Чорненький, Юлія Перенчук, Юрій Ребрик, Андрій Федінчик, Павло Скороходько, Дмитро Завадський, Олександр Єфімов та інші.

## Визнання
| Нагороди та номінації фільму «Робінзон Крузо: Дуже заселений острів» | Нагороди та номінації фільму «Робінзон Крузо: Дуже заселений острів» | Нагороди та номінації фільму «Робінзон Крузо: Дуже заселений острів» | Нагороди та номінації фільму «Робінзон Крузо: Дуже заселений острів» | Нагороди та номінації фільму «Робінзон Крузо: Дуже заселений острів» | Нагороди та номінації фільму «Робінзон Крузо: Дуже заселений острів» |
| Рік                                                                  | Кінопремія / Кінофестиваль                                           | Категорія / Нагорода                                                 | Номінант                                                             | Результат                                                            |                                                                      |
| -------------------------------------------------------------------- | -------------------------------------------------------------------- | -------------------------------------------------------------------- | -------------------------------------------------------------------- | -------------------------------------------------------------------- | -------------------------------------------------------------------- |
| 2016                                                                 | Асоціація німецьких критиків і кіновиробників                        | Найкращий анімаційний фільм                                          | «Робінзон Крузо: Дуже заселений острів»                              | Перемога                                                             |                                                                      |